# サマショール

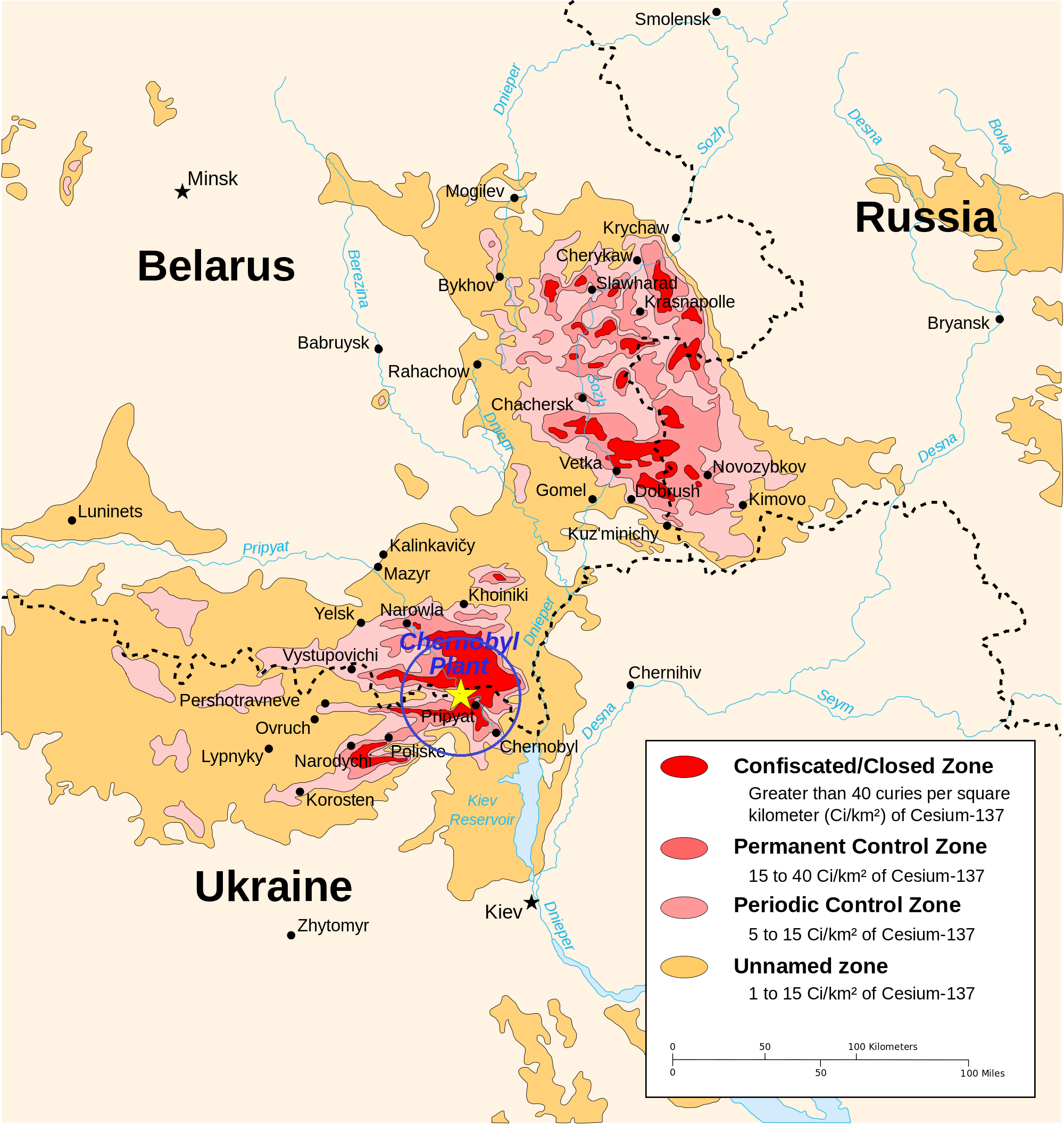
1996年の放射能汚染地図
黄色の星印：チェルノブイリ原発
青色の円：原発から30km圏
色分け：1平方kmあたりのセシウム137の放射能量
赤色：40キュリー＝1兆4800億ベクレル以上
濃い桃色：15-40キュリー＝5550億-1兆4800億ベクレル
桃色：5-15キュリー＝1850億-5500億ベクレル
肌色：1-15キュリー＝370億-5500億ベクレル

サマショール（ウクライナ語: Самосели、ベラルーシ語: Самасёлы、ロシア語: Самосёлы）とは、1986年のチェルノブイリ原子力発電所事故によって立ち入り禁止区域とされた土地に、自らの意志で暮らしている人々である。日本語では自発的帰郷者、帰村者等とも表現される。
事故後当時のソビエト連邦政府は、ウクライナ・ベラルーシ両国にまたがる、原発から30km圏内の住民13万5000人を強制疎開させた。事故から30年以上経過してなお、この区域への立ち入りは厳しく制限されている。事前の登録や許可が必要とされ、滞在する地域・時間に制約がある。退出の際は全身に放射能検査が行われ、高い数値が出た場合は服を洗濯する場合もある。
しかし、当初から疎開を拒んだり、移住先の生活になじめず30km圏内の住み慣れた村に戻ってきたりした人々がいて、サマショールと呼ばれている。元々「自分で動き回る」という意味で、「勝手に居座るわがままな人」等と批判的に見られることもある。
約100人の人々が、畑で穀物や野菜を作り、牛を育てて牛乳を搾り、近くの森林や川でキノコ、イチゴ、魚を採るといった自給自足の生活を営んでいる。自家製のウォッカを作る家もある。
サマショールはチェルノブイリ原発事故の直後から中高年が多かった。敢えて移住して来る若い世代はおらず、高齢化と人数の減少が急速に進んでいる。死去や移住で、サマショールが暮らしていた家や集落が廃屋・廃村になる例も増えている。
居住者数の推移は以下のとおりである。
| 1987年     | 1992年   | 1995年 | 1998年 | 1999年 | 2001年 | 2005年 | 2007年 |
| 1200人以上 | 約1000人 | 820人  | 750人  | 612人  | 487人  | 328人  | 314人  |